# تشاه ميغوني بايين
تشاه ميغوني بايين (بالفارسية: چاه میغونی پایین) هي قرية تقع في قسم بسكلوت الريفي في إيران. يقدر عدد سكانها بـ 81 نسمة بحسب إحصاء 2016.